# Arc de São Bento
Pour les articles homonymes, voir São Bento.

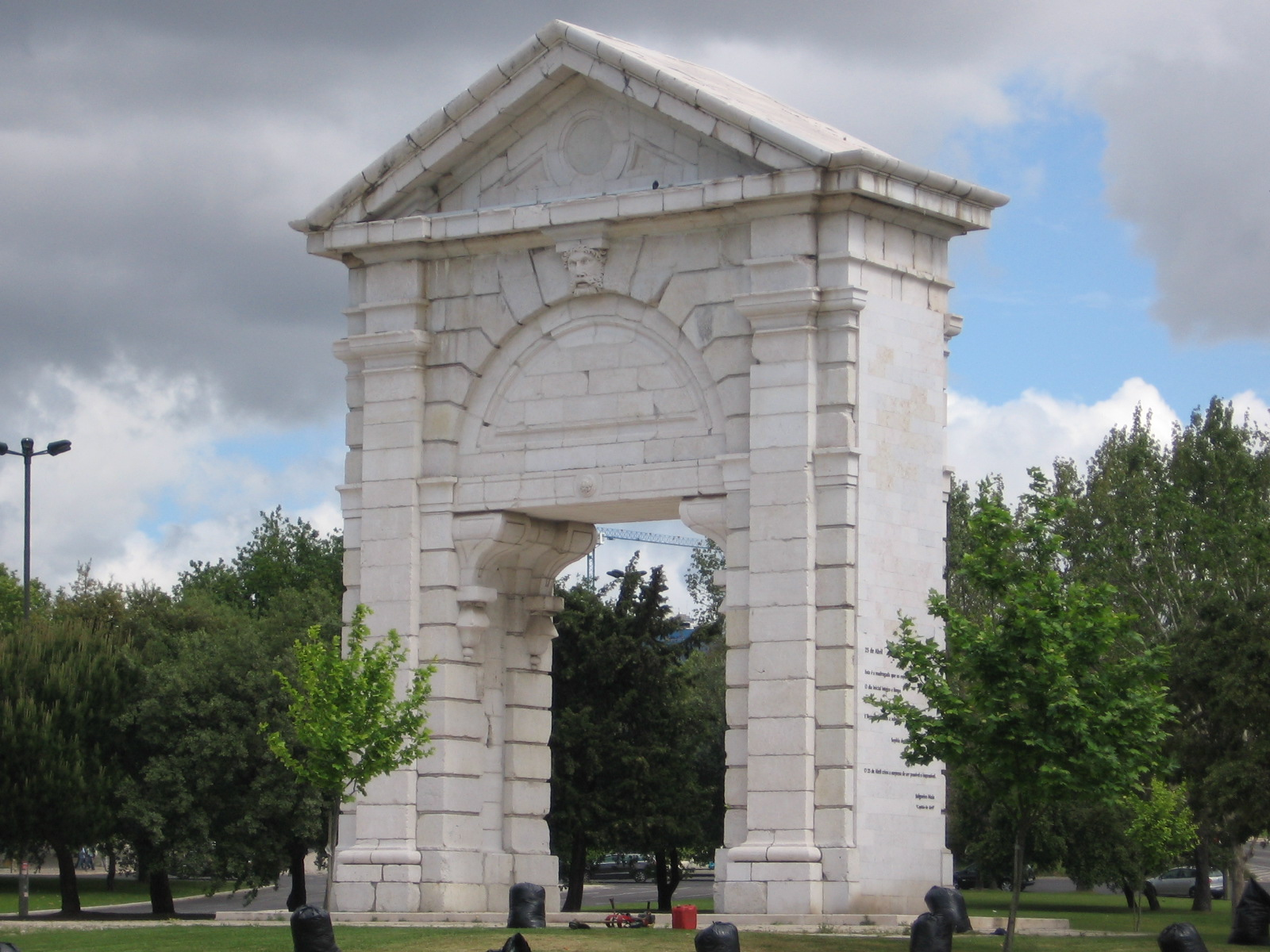
Arc de São Bento.

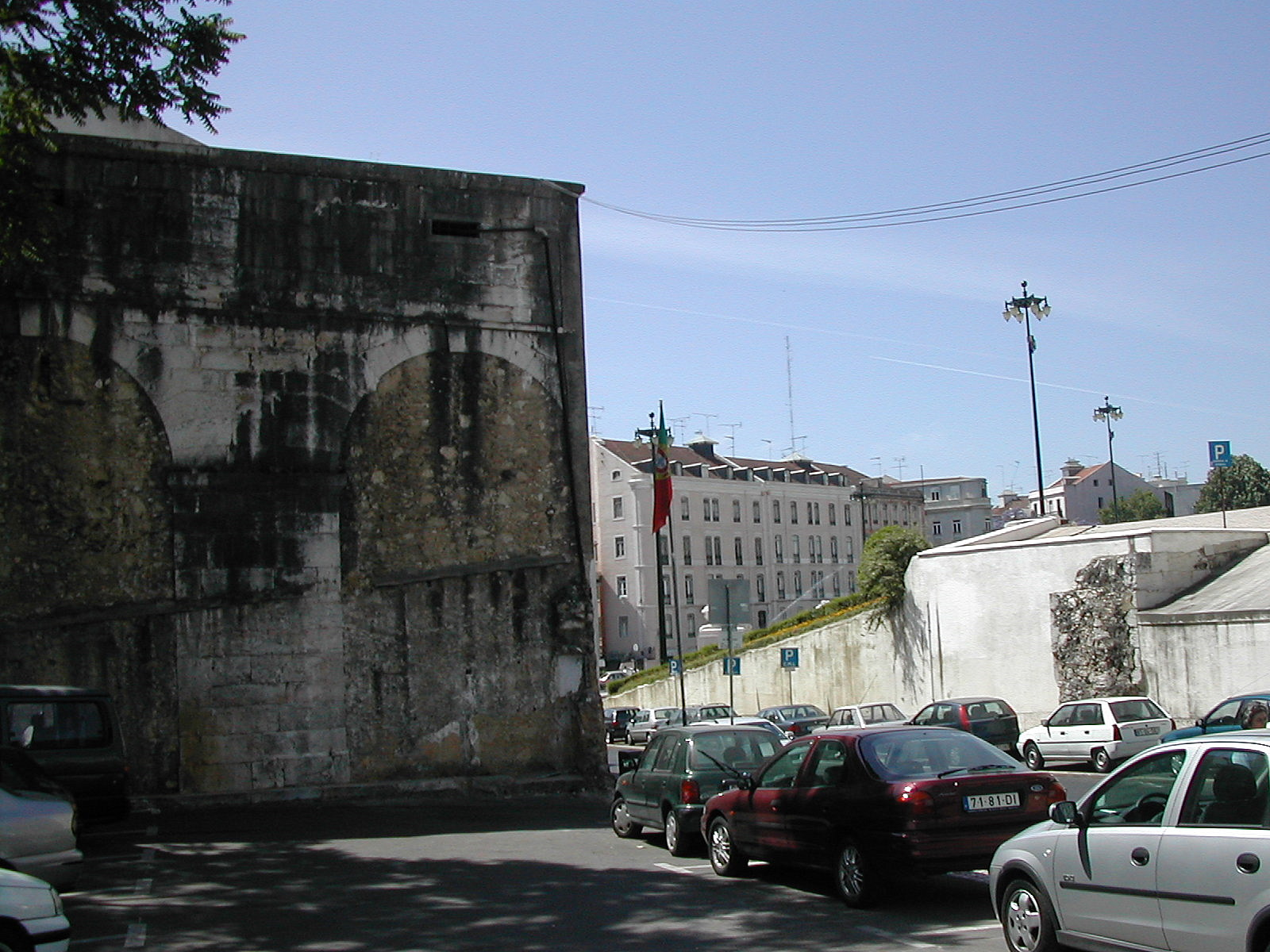
Ancien emplacement de l'arc dans la rue São Bento.

L'arc de São Bento (en portugais : Arco de São Bento) est une arche monumentale située à Lisbonne au Portugal.

## Histoire
Construit à l'origine en 1758 sur la rue São Bento, il est intégré dans la galerie de distribution d'eau de l'aqueduc des Eaux Libres. Démantelé en 1938 à la suite des travaux de rénovation de l'espace devant le palais de São Bento, il reste démonté pendant des décennies, d'abord dans les jardins du palais d'Ajuda puis sur la place d'Espagne, où il est finalement reconstruit en 1998. Il constitue aujourd'hui un monument commémoratif de la révolution des Œillets du 25 avril 1974.